# Lolo-burmanski jezici
Lolo-burmanski jezici, jedna od glavnih skupina tibetsko-burmanskih jezika raširenih na području Indokine u državama Burma, Tajland, Laos, Vijetnam, i susjednoj Kini.
Skupina obuhvaća 73 jezika podijeljenih na dvije glavne podskupine po kojima je dobila ime, to su lolo jezici i burmanski jezici. Uz njih obuhvaća i jezik naxi kojim govori istoimeni narod poznatiji kao Moso, i neklasificirani jezik phula iz Vijetnama i susjedne Kine.
Prema novijoj klasifikaciji obuhvaća (36) jezika, od čega 15 burmanskih (burmish; 6 sjevernih, 8 južnih i jedan neklasificirani, xiandao [xia]); 1 lolo jezik, akeu [aeu] u Kini; 19 loloskih (loloish; 6 sjevernih, 10 južnih, 2 neklasificirana, laopang [lbg] i lopi [lov]; i jezik ache [yif]; i 1 naxi jezik, naxi.

## Vanjske poveznice
- Ethnologue (14th)